# Château de La Salvetat
Le château Raymond IV à La Salvetat-Saint-Gilles, situé à 18km à l'ouest de Toulouse a d'abord été construit par Raymond de Saint-Gilles (connu aussi comme Raymond IV, comte de Toulouse) entre 1088 et 1096 comme un simple castrum pour protéger la ville de Toulouse d'attaques provenant de l'ouest. Il a été ultérieurement été reconstruit et réaménagé entre le XIIIe siècle et le XVIIIe siècle. Menacé de ruine au XXIe siècle il a bénéficié d'un début de restauration à partir de 2019. Il n'y a pas de traces du château du XIe siècle et le bâtiment qu'on peut voir aujourd'hui est le résultat d'un construction effectuée aux XIIIe siècle et XIVe siècle. Le château a fait l'objet de remaniements au cours des XVIIe siècle et XVIIIe siècle notamment de l'adjonction de coursives ouvertes dont les plafonds sont décorés de motifs floraux au pochoir, et un remaniement des façades conformes aux goûts de l'époque. Le bâtiment présente donc certains aspects d'une fortification du  XIIIe siècle visibles notamment sur la façade Sud et celle d'un logis Renaissance avec deux corps reliés par des galeries ouvertes.

## Histoire
Raymond IV, comte de Toulouse, a fait construire le Château, juste avant son départ pour la Première croisade. À cette époque il s'agissait de créer un poste d'observation et de défense pour prévenir les invasions, sur l’arête presque à pic d’un plateau dominant de 90 mètres d’altitude, longeant la rive orientale de l’Aussonnelle. Le village fondé vers 1140 par l'Ordre des Hospitaliers avait statut de sauveté et a reçu le nom de Saint-Gilles car le comte tenait le titre de cette localité, et le village a été créé comme dépendance de l'abbaye de Saint-Gilles. Raymond IV, vainqueur à la Première Croisade ne reçoit pas le titre de Roi de Jérusalem, mais il s'empare de Tripoli et y fait construire un autre château Saint-Gilles.
En 1147, la peste affectant la ville de Toulouse, les Capitouls se réfugieront d'abord à Bourg-Saint-Bernard, puis à La Salvetat-Saint-Gilles. En 1481 à cause d'une nouvelle épidémie de peste Lauret à la tête de sa compagnie se réfugia successivement à Revel à Gaillac et enfin à La Salvetat-Saint-Gilles.
Vers 1400 les Tourneur ou Tournier, seigneurs de Launaguet deviennent seigneurs de La Salvetat après l'extinction de la lignée des Comtes de Toulouse. En 1483 Antoine Tourneur, fortement endetté, vendit le domaine à Nicolas Fesquet, marchand de Toulouse. C'est lui qui va aménager la cour intérieure dans le style Renaissance comme dans les hôtels particuliers des riches notables toulousains. À cette époque on crée un perron soutenu par un mur de briques, et deux pavillons en forme de L au nord-est et au nord-ouest, une terrasse, une façade avec de grandes niches plein cintre. La façade est encadrée de deux tourelles du type « Tour campanile toulousaine ». Création de fenêtres à meneaux sur la façade Ouest, de galeries à arcades (loggias Renaissance) sur deux étages sur les côtés Nord et Sud de la cour intérieure, dont les plafonds sont décorés de motifs au pochoir, représentant des fleurs, des animaux, des châteaux et des paysages.
En 1700 c'est Joseph Gabriel de Lombrail, greffier parlementaire qui en devient propriétaire avant de la céder en 1729 à Nicolas Célès de Reversat de Marsac pour le prix de 65 000 livres. Son petit-fils Pierre Emmanuel Marie de Reversat de Célès, comte de Marsac en est propriétaire en 1770. Arrêté en 1794 il sera guillotiné à Paris, et le château sera vendu comme Bien National.
Au XVIIIe siècle on crée des pignons élégants très élevés, agrémentés d'épis de faîtage. Le donjon est élevé jusqu'à 20m. De nombreuses fenêtres sont obstruées comme conséquence de l'Impôt sur les portes et fenêtres.  Plusieurs propriétaires se succèdent au XIXe siècle et XXe siècle dont Madame de Pérignon.
En 1880 le mur de soutènement Sud s'effondre. En 1924 la toiture de la tour-donjon est remplacée par une terrasse crénelée. En 1936 installation de salles de bain et du chauffage central. En 2010 on effectue quelques travaux de renforcement à la suite de la tempête Klaus qui a provoqué l'effondrement de la toiture de l'aile Ouest. Le château a été mise en vente en 1950, 1960 et 2006 : la Ville de la Salvetat ne se porte acquéreur. Le château a été classé monument historique en 2007. 
La Ville de La Salvetat a fait l'acquisition du château en 2016 et a entrepris des travaux de restauration à partir de 2019: reconstruction des murs de l'aile Ouest, et réfection des toitures, avec l'aide de l'État (DRAC), de la Région, du Département, des Monuments Historiques, du Loto du patrimoine et de donateurs privés. L'entreprise Terréal, située à proximité et qui fabrique des tuiles et des briques, fournira gratuitement les tuiles nécessaires à la réfection des toitures. Pour la décennie qui suit d'autres travaux de restauration sont prévus, afin de rendre une plus grande partie du château accessible au public, pour la visite ainsi que pour des activités culturelles et sociales.

## Galerie

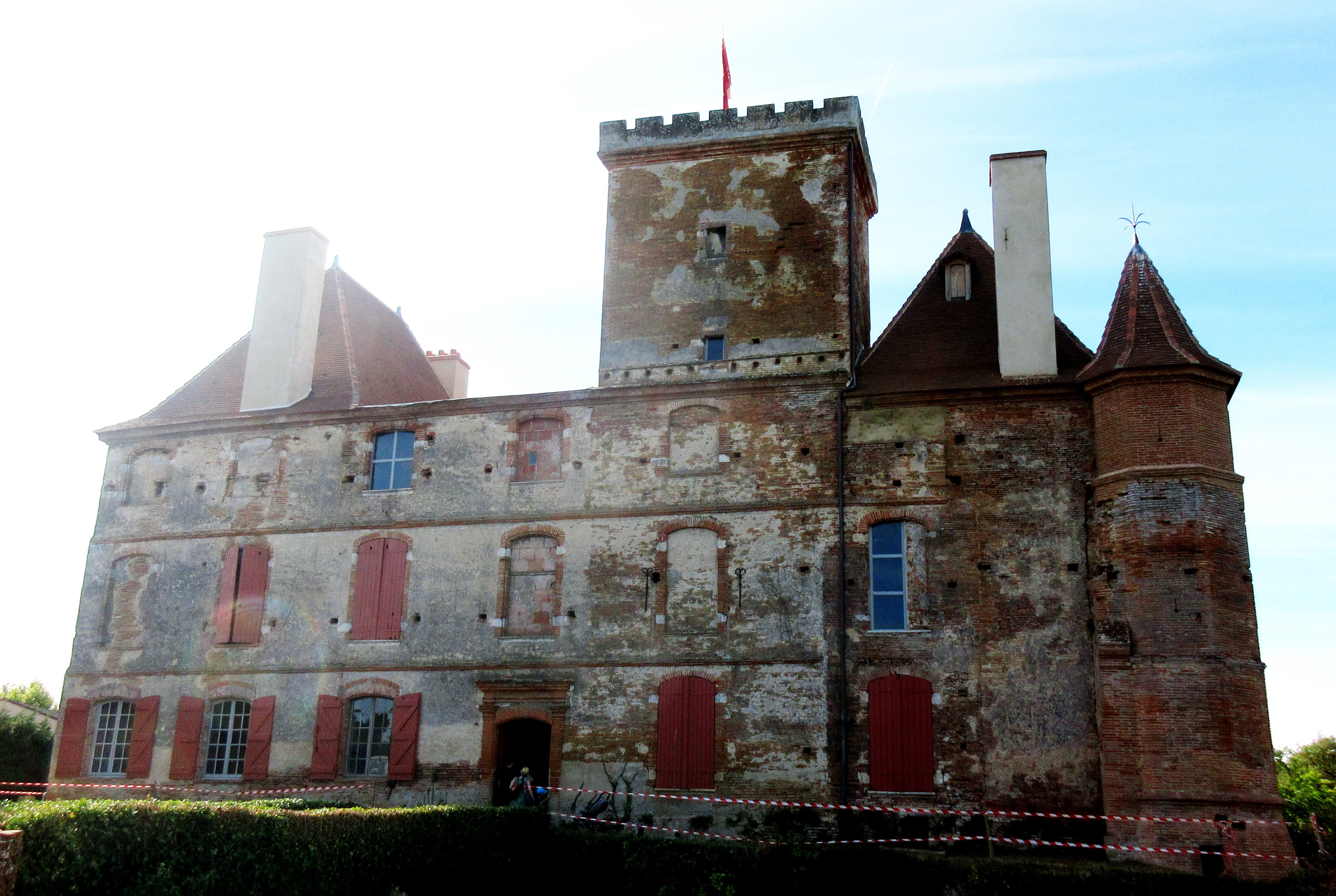
façade Nord.
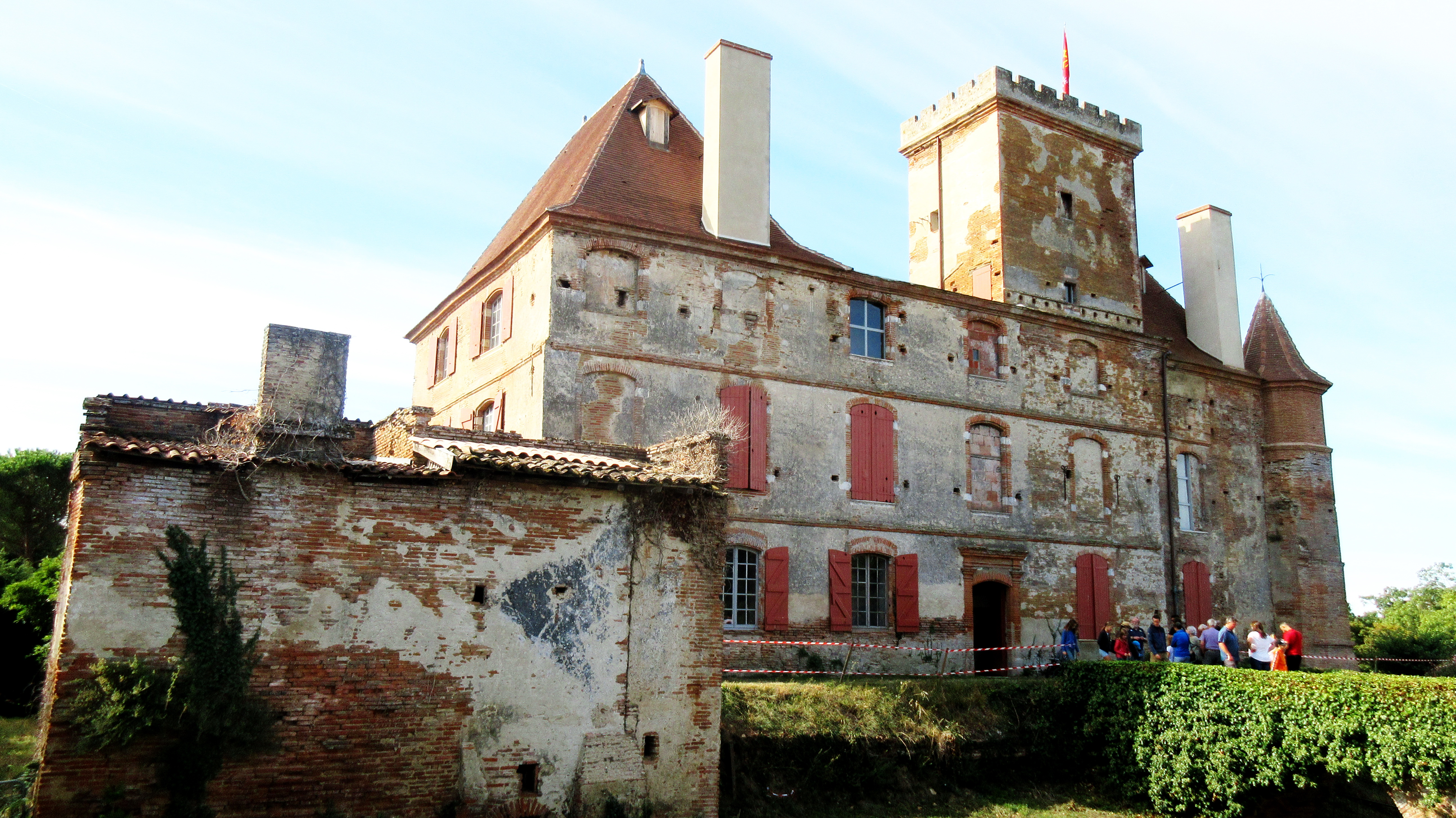
façade Nord et pavillon en L Nord-Est.
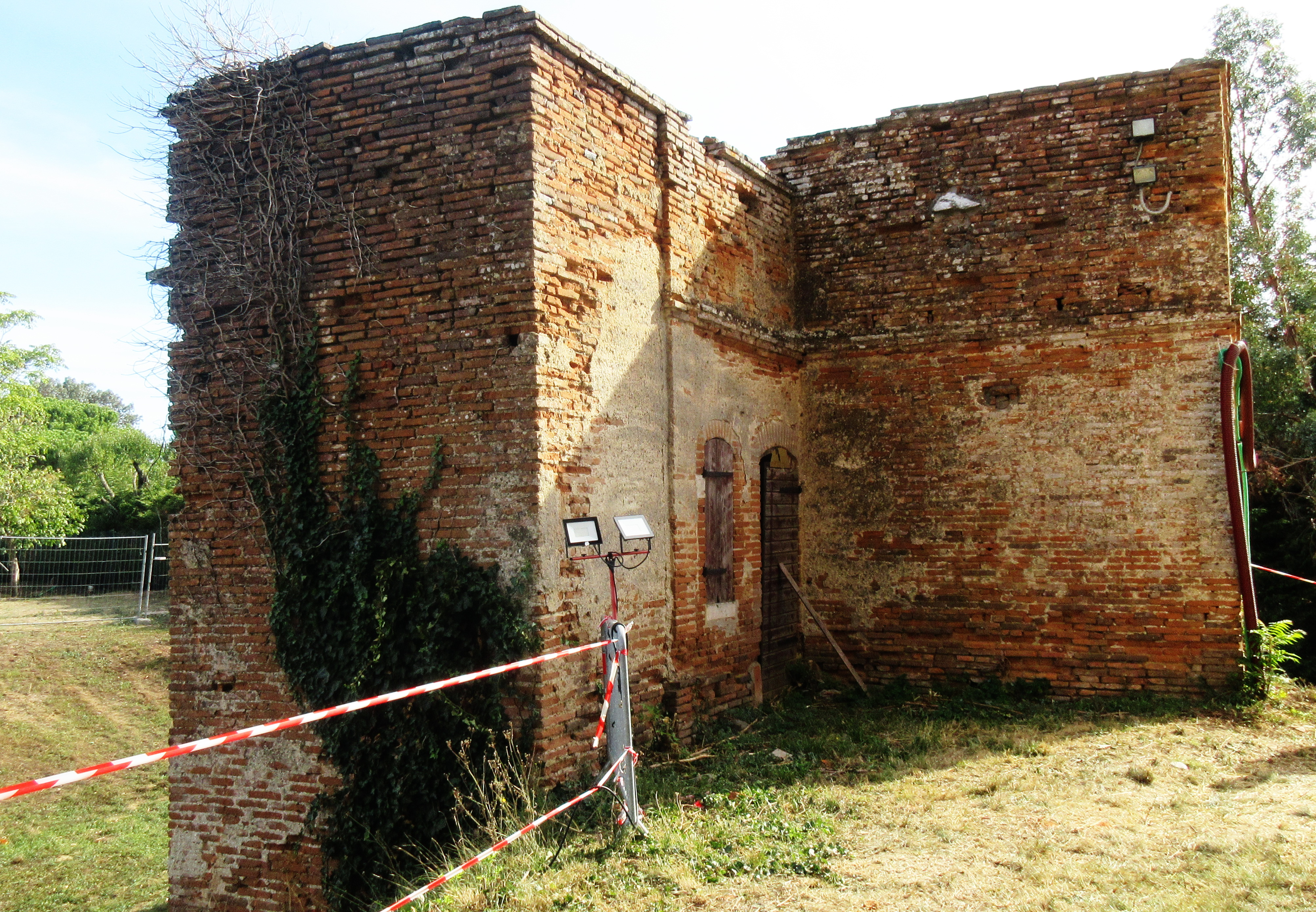
pavillon en L Nord-Est.
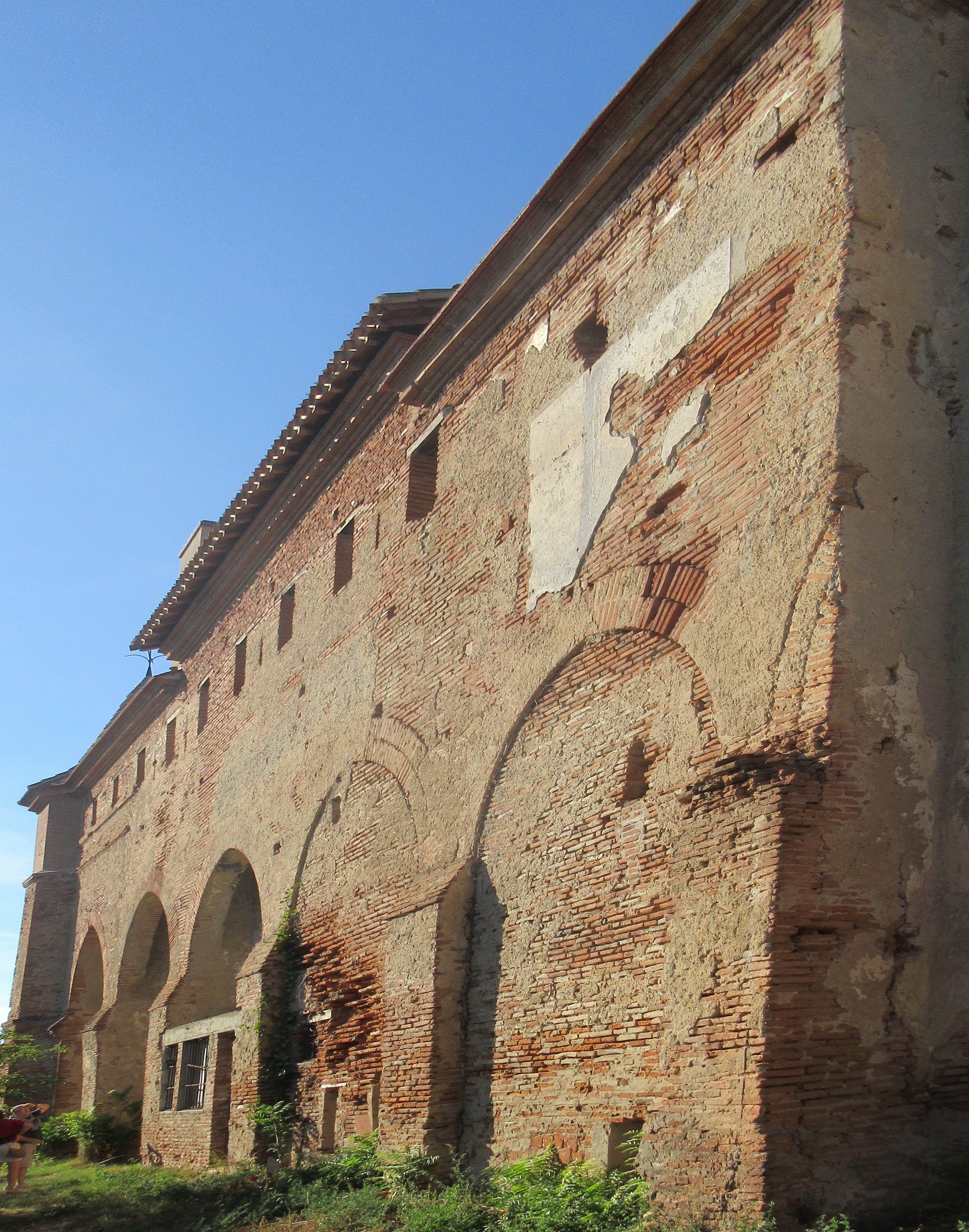
façade Sud.
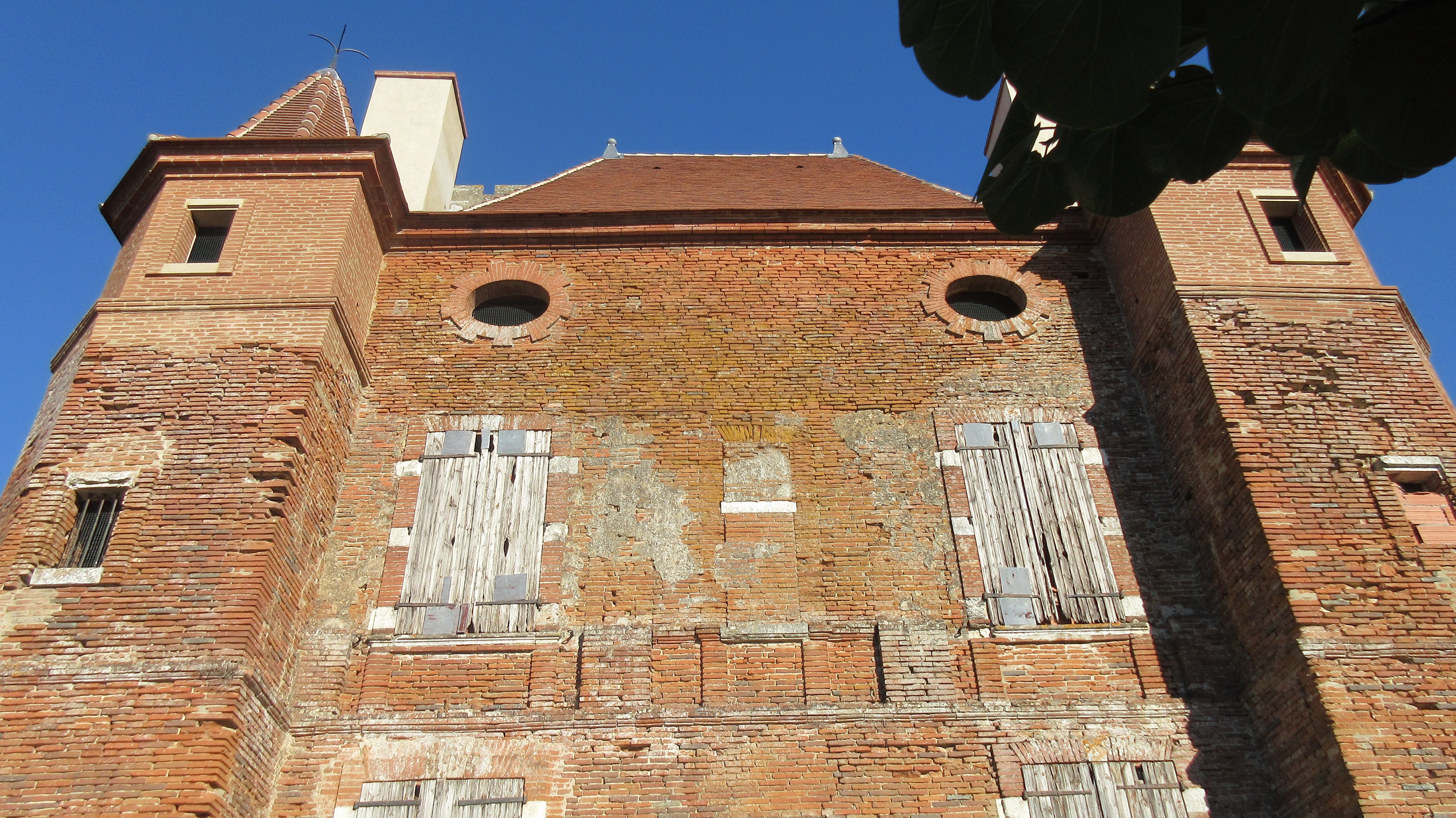
façade Ouest.
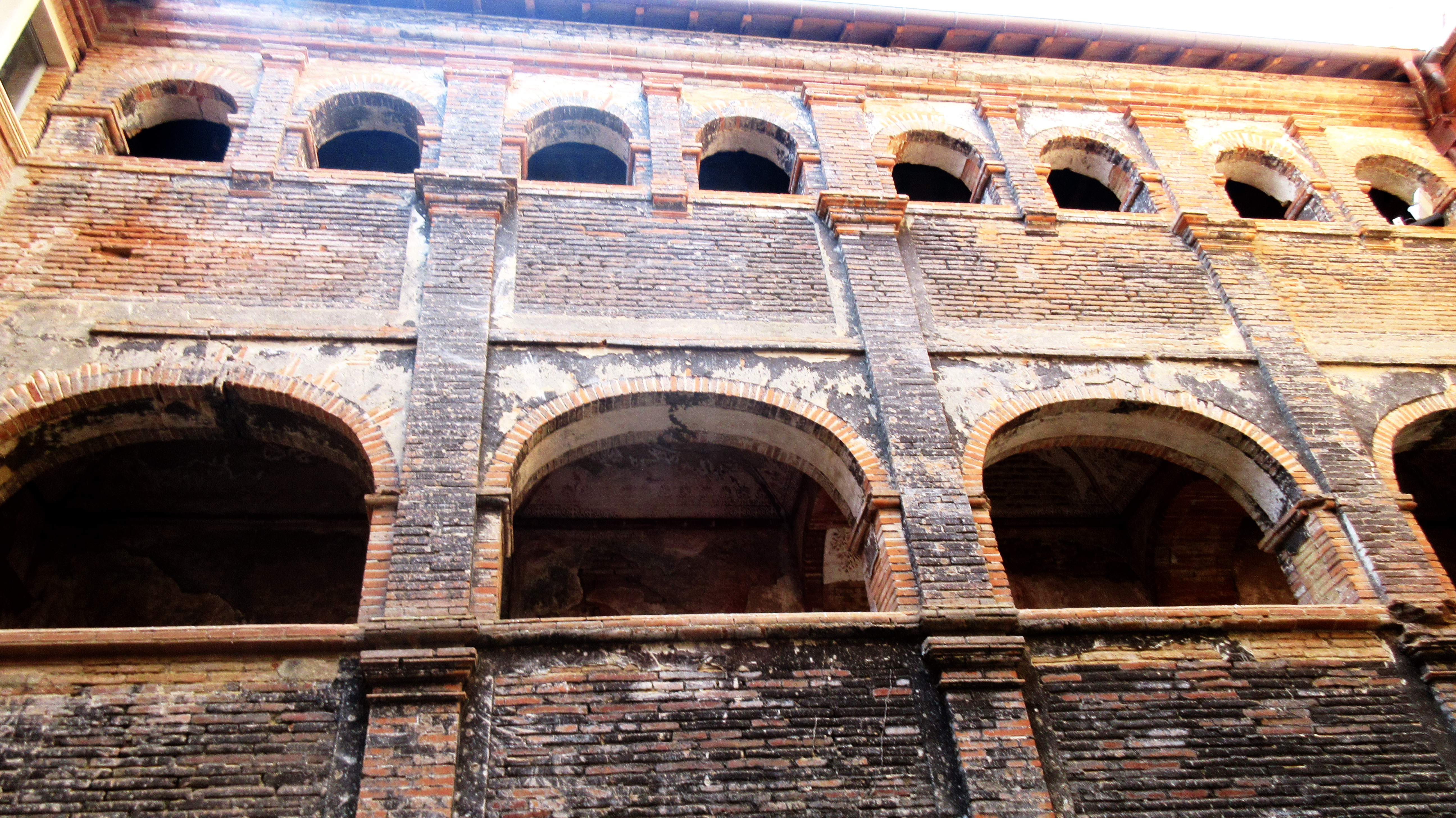
Galerie XVIe siècle.
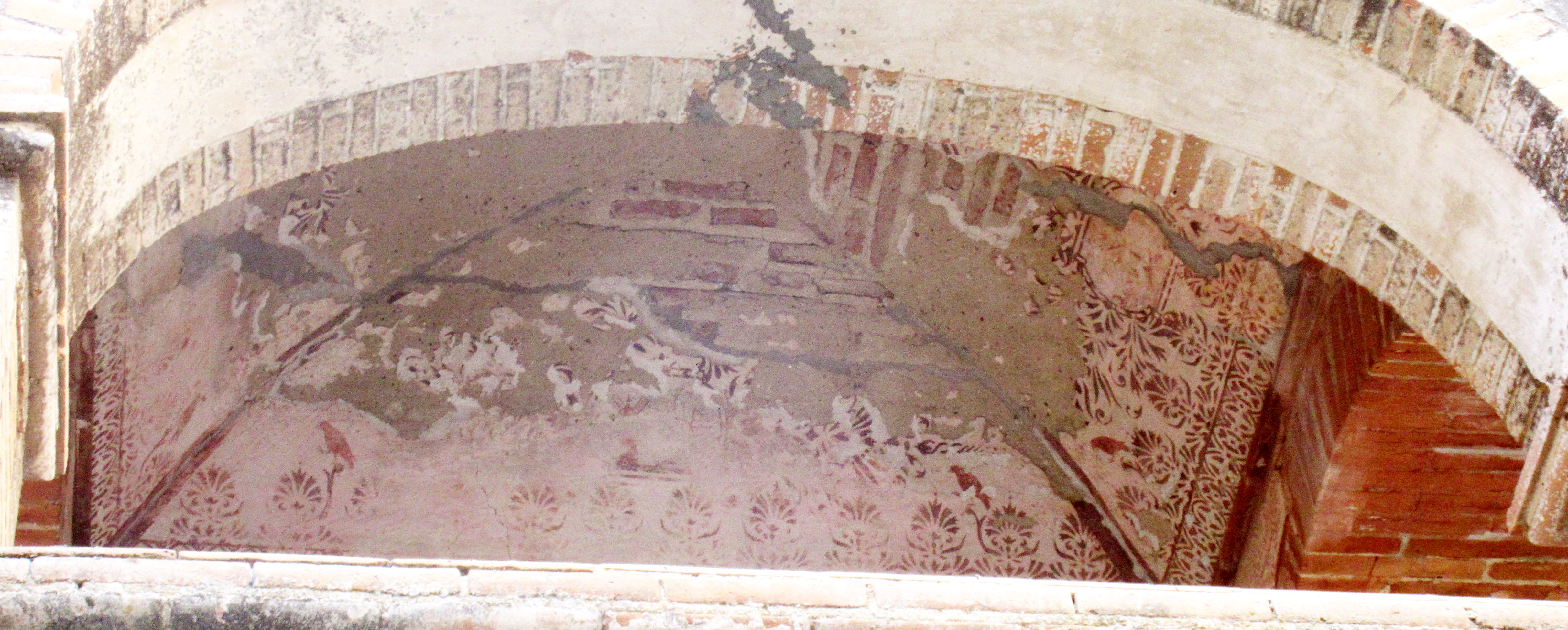
décors au pochoir dans la galerie XVIe siècle.
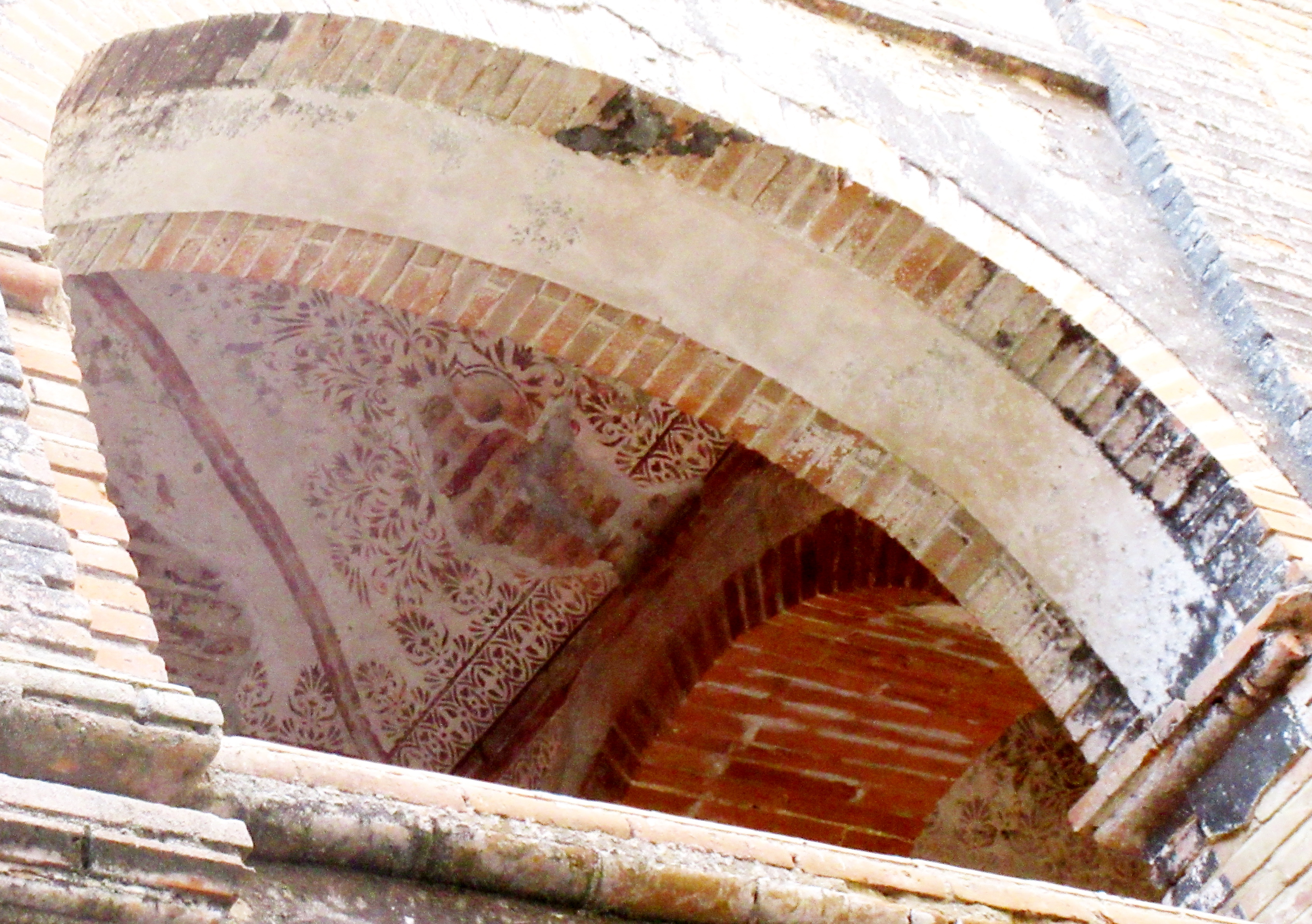
décors au pochoir dans la galerie XVIe siècle.
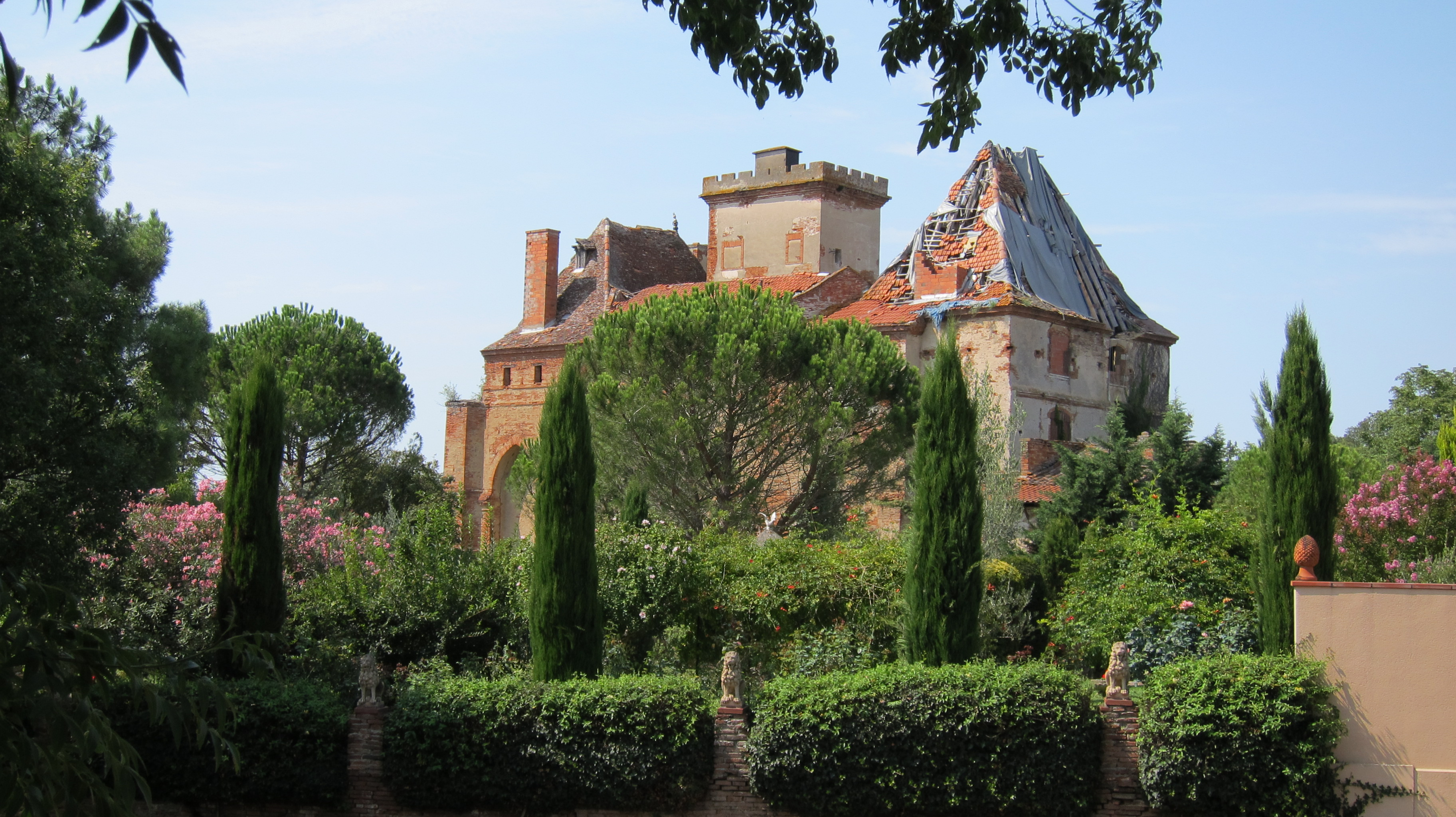
État du château en 2011.